# Florea Lupu
Florea Lupu, v německojazyčných pramenech Florian Lupu (1864 Vovčinec – 28. ledna 1939 Černovice), byl rakouský právník a politik rumunské národnosti, na počátku 20. století poslanec Říšské rady.

## Biografie
Vystudoval právo na Černovické univerzitě. V roce 1886 získal titul doktora práv. Pak vstoupil do státních služeb. Pracoval jako soudce u různých soudů v Bukovině. Později byl advokátem, od roku 1930 notářem. Byl aktivní veřejně i politicky v rumunském národním hnutí v Bukovině. Byl poslancem Bukovinského zemského sněmu a členem zemského výboru.
Na přelomu století byl členem Demokratické rolnické strany (Partidul Țărănesc Democrat). Patřil mezi spolupracovníky Aurela Onciula, který byl jeho švagrem. Publikoval v listu Voinţa Poporului. Požadovali pozemkovou reformu (rozdělení církevních velkostatků) a reformu obecních samospráv. Od roku 1900 vydával v Černovicích týdeník Tempul a od roku 1902 Romaul. Po odchodu ze soudních služeb se stal prezidentem Zemské banky. Do funkce ho dosadil po roce 1905 zemský sněm, na základě složitých vyjednávání mezi jednotlivými etniky v této korunní zemi. Po roce 1918 byl ředitelem Bukovinské spořitelny.
Publikoval články s právní a politickou tematikou.
Počátkem století se zapojil i do celostátní politiky. Ve volbách do Říšské rady roku 1901 získal mandát za kurii venkovských obcí, obvod Černovice, Storožynec, Siret atd. Rezignace byla oznámena na schůzi 5. července 1905. Neúspěšně kandidoval i ve volbách do Říšské rady roku 1911, v okrsku Bukovina 11 ho porazil Constantin Isopescu-Grecul.
Po roce 1918 byl zvolen do rumunského parlamentu.